# Anton Thurner
Anton Thurner, var en svensk flöjtist.

## Biografi
Anton Thurner var från Wien och bror till  flöjtisten Franz Thurner. Han anställdes 1782 som flöjtist vid Kungliga Hovkapellet i Stockholm och slutade där 1783. Thurner gifte sig i Kassel med Christine Bissdorff. De fick tillsammans sonen Friedrich Eugen Thurner.